# サン・ジェンナーロ・ヴェズヴィアーノ
サン・ジェンナーロ・ヴェズヴィアーノ（イタリア語: San Gennaro Vesuviano）は、イタリア共和国カンパニア州ナポリ県にある、人口約1万2000人の基礎自治体（コムーネ）。

## 地理

### 位置・広がり
ナポリ県東部のコムーネ。県都ナポリから東へ22kmの距離にある。

#### 隣接コムーネ
隣接するコムーネは以下の通り。
- ノーラ
- オッタヴィアーノ
- パルマ・カンパーニア
- サン・ジュゼッペ・ヴェズヴィアーノ

## 行政

### 分離集落
以下の分離集落（フラツィオーネ）がある。
- Aprile, Bosco, Ruocco